# Mohammadia
Mohammadia là một đô thị thuộc tỉnh Alger, Algérie. Dân số thời điểm năm 2002 là 42.079 người.